# Sikkil Gurucharan
Sikkil C. Gurucharan (nacido el 21 de junio de 1982 en Chennai) es uno de los más destacados músicos y cantantes indios, que interpreta música carnática en la India. Es nieto de Sikkil Kunjumani, un destacado músico y flautista reconocido a nivel internacional del grupo Sikkil Sisters. Gurucharan ha estado bajo la tutela de Vaigal Shri S. Gnanaskandan y actualmente cuenta con la tutoría de Shri B. Krishnamurthy. Obtuvo el grado 'A' siendo el artista de "All India Radio". La revista India Today lo presentó entre los "35 Game Changers Under" de la India, una lista de los jóvenes artistas más triunfadores de diferentes ámbitos musicales.

## Discografía
| Género       | Título                                   | Lanzado por          | Añol | Detalles |
| ------------ | ---------------------------------------- | -------------------- | ---- | -------- |
| Carnatic     | Kaveri Pattinam                          | Rajalakshmi Audio    | 2004 |          |
| Carnatic     | Ramayana, The Story of Rama              | Rajalakshmi Audio    | 2005 |          |
| Carnatic     | Peraanandam                              | Rajalakshmi Audio    | 2006 |          |
| Carnatic     | The Lilting Neelambari                   | Rajalakshmi Audio    | 2006 |          |
| Carnatic     | Shadanane, The Six-faced Lord            | Rajalakshmi Audio    | 2007 |          |
| Carnatic     | Trinetram, The Three-eyed Shiva          | Rajalakshmi Audio    | 2008 |          |
| Carnatic     | December Season Live Concerts            | Charsur Records      | 2004 |          |
| Carnatic     | December Season Live Concerts            | Charsur Records      | 2005 |          |
| Carnatic     | December Season Live Concerts            | Charsur Records      | 2006 |          |
| Carnatic     | December Season Live Concerts            | Charsur Records      | 2007 |          |
| Carnatic     | December Season Live Concerts            | Charsur Records      | 2008 |          |
| Carnatic     | December Season Live Concerts            | Charsur Records      | 2009 |          |
| Carnatic     | December Season Live Concerts            | Charsur Records      | 2010 |          |
| Carnatic     | Ganapatyam                               | Charsur Records      | 2005 |          |
| Carnatic     | Govindam Iha                             | Charsur Records      | 2006 |          |
| Carnatic     | Saarupyam                                | Charsur Records      | 2010 |          |
| Carnatic     | Parama                                   | Charsur Records      | 2010 |          |
| Carnatic     | Emerging Masters                         | Amutham Records      | 2007 |          |
| Carnatic     | The Concert (DVD)                        | Amutham Records      | 2008 |          |
| Carnatic     | Kamala Charane                           | Amutham Records      | 2008 |          |
| Carnatic     | Sri Krishna Kamalam                      | Amutham Records      | 2008 |          |
| Carnatic     | Chidanandam, Live Concert at Chidambaram | Sanskriti Records    | 2009 |          |
| Carnatic     | Sarvam Bramha Mayam, Live Concert (DVD)  | Sanskriti Records    | 2010 |          |
| Devotional   | Tiruppavai                               | Giri Trading Company | 2005 |          |
| Devotional   | Tiruvembaavai                            | Giri Trading Company | 2006 |          |
| Devotional   | Bhajan Sangrah                           | Giri Trading Company | 2007 |          |
| Contemporary | Madhirakshi                              | Charsur Records      | 2007 |          |
| Contemporary | Maayaa, The Color of Rain                | Charsur Records      | 2008 |          |
| Contemporary | The Blue Divine                          | Sanskriti Records    | 2009 |          |
| Contemporary | Tarunam                                  | Sanskriti Records    | 2010 |          |
| Contemporary | Kannamma (DVD)                           | Sanskriti Records    | 2010 |          |
| Contemporary | The Story of Silk                        | Silkworm Boutique    | 2012 |          |
| Contemporary | Miles from India                         | EMI Records          | 2008 |          |
| Contemporary | Raaga Expressions                        | EMI Records          | 2010 |          |

## Premios y reconocimientos
| Título / Premio                                                                            | Presentado por                            | Año              |
| ------------------------------------------------------------------------------------------ | ----------------------------------------- | ---------------- |
| Vocational Excellence Award                                                                | Rotary Club of Madras Downtown            | 2012             |
| Isai Peroli                                                                                | Kartik Fine Arts                          | 2012             |
| Ritz Youth Icon Award                                                                      | Ritz Magazine                             | 2012             |
| Thandava Sangeetha Bharathi                                                                | Gopalakrishna Bharathi Festival Committee | 2012             |
| Nedunuri Krishnamurthi Puraskar                                                            | Visakha Music Academy                     | 2011             |
| Yagnaraman Award of Excellence                                                             | Sri Krishna Gana Sabha                    | 2010             |
| CMANA MLV Award for Best young Musician                                                    | Narada Gana Sabha                         | 2008             |
| Nada Sri                                                                                   | Sa Ri Ga Ma Pa Da Ni Foundation           | 2008             |
| Best Concert of the season                                                                 | Indian Fine Arts Society                  | 2008             |
| Ustad Bismillah Khan Yuva Puraskar                                                         | Sangeet Natak Akademi                     | 2007             |
| Shanmukha Sironmani Award                                                                  | Sri Shanmukhananda Sabha, Mumbai          | 2007             |
| Tchaikovsky Award for the best young musician of the year                                  | Russian Cultural Center                   | 2006             |
| Yuva Kala Bharathi                                                                         | Bharat Kalachar                           | 2005             |
| Isai Chudar                                                                                | Kartik Fine Arts                          | 2005             |
| Naada Oli                                                                                  | Naada Inbam                               | 2005             |
| Best Vocalist proficient in all aspects of Music                                           | Indian Fine Arts                          | 2005             |
| TAG corporation's Ramabhadran Centenary Award for most promising young artiste of the year | TAG Corporation                           | 2005             |
| Kalki Memorial Award                                                                       | Kalki Memorial Trust                      | 2005             |
| Dharmatma memorial Award                                                                   | Raja Annamalaipuram Sabha                 | 2005             |
| Swarna Venkatesha Dikshitar award                                                          | Music Academy Conference                  | 2004, 2003, 2002 |
| Best Concert                                                                               | Music Academy Conference                  | 2003             |
| Maharajapuram Viswanatha Iyer award for best raga renditions                               | Sri Krishna Gana Sabha                    | 2002             |
| Best Performer in Sub Senior Category during Music Season                                  | Indian Fine Arts Society                  | 2002             |
| Best Vocalist Award                                                                        | Sri Krishna Gana Sabha                    | 2000             |
| Special Talent Award                                                                       | Thyaga Bramha Gana Sabha                  | 1997             |
| Special Talent Award                                                                       | Thyaga Bramha Gana Sabha                  | 1997             |
| Sangeetha Bhaskara                                                                         | Gnanaskandan Trust                        | 1994             |